# Zbigniew Kwieciński
Zbigniew Kazimierz Kwieciński (ur. 26 grudnia 1941 w Lubrańcu, zm. 25 sierpnia 2024) – polski pedagog i socjolog wychowania, profesor nauk humanistycznych, członek rzeczywisty Polskiej Akademii Nauk.

## Życiorys
Ukończył studia na Uniwersytecie Mikołaja Kopernika w Toruniu (1964). W latach 1963–1981 należał do PZPR. Pracował jako nauczyciel w liceum pedagogicznym, od roku 1965 jako nauczyciel akademicki. W 1987 otrzymał tytuł profesora zwyczajnego. W latach 1991–1999 był profesorem Uniwersytetu im. Adama Mickiewicza w Poznaniu, gdzie pełnił m.in. funkcję pierwszego w historii dziekana Wydziału Studiów Edukacyjnych (1993–1998). W latach 1998–2006 był kierownikiem Katedry Socjologii Edukacji i Polityki Oświatowej Instytutu Nauk o Wychowaniu Uniwersytetu Warmińsko-Mazurskiego w Olsztynie. Od 2006 był kierownikiem Zakładu Polityki Oświatowej Dolnośląskiej Szkoły Wyższej we Wrocławiu, a także kierownikiem Pracowni Studiów Kulturowych i Edukacyjnych Instytutu Pedagogiki Uniwersytetu im. Mikołaja Kopernika w Toruniu.
Od 2007 był członkiem korespondentem, od 2013 członkiem rzeczywistym Polskiej Akademii Nauk.
Był współzałożycielem i wiceprzewodniczącym, a od 1989 przewodniczącym Polskiego Towarzystwa Pedagogicznego oraz członkiem Komitetu Nauk Pedagogicznych PAN.
Autor publikacji dotyczących socjologii szkoły, oświaty i pedagogiki (m.in. Funkcjonowanie szkoły w środowisku wiejskim, 1972; Drogi szkolne młodzieży a środowisko, 1980; Nieuniknione? Funkcje alfabetyzacji w dorosłości, 2002). Został odznaczony m.in. Krzyżem Kawalerskim Orderu Odrodzenia Polski, Złotym Krzyżem Zasługi i Medalem Komisji Edukacji Narodowej; otrzymał Nagrody Wydziału I Polskiej Akademii Nauk (1981, 1991) oraz tytuły doktora honoris causa Uniwersytetu Opolskiego (2004), UKW w Bydgoszczy (2007) oraz Dolnośląskiej Szkoły Wyższej we Wrocławiu.